# Serra de Codonyola
La Serra de Codonyola és una serra situada al municipi de Navès (Solsonès), amb una elevació màxima de 1.335,9 metres.